# Bāled
Bāled (persiska: بالد) är en ort i Iran.   Den ligger i provinsen Chahar Mahal och Bakhtiari, i den centrala delen av landet, 400 km söder om huvudstaden Teheran. Bāled ligger 1 532 meter över havet och antalet invånare är 265.
Terrängen runt Bāled är huvudsakligen kuperad, men åt sydväst är den bergig. Bāled ligger nere i en dal. Runt Bāled är det ganska glesbefolkat, med 26 invånare per kvadratkilometer. Närmaste större samhälle är Ardal, 13,5 km nordost om Bāled. Trakten runt Bāled består i huvudsak av gräsmarker.